# Wollige slawortelluis
Wollige slawortelluis (Pemphigus bursarius) is een polyfage bladluis die in de grond leeft op onder andere sla-, andijvie- en witlofwortels. Op de wortels wordt door de luizen een witte, wollige massa gevormd. In het voorjaar komt de luis voor op de Italiaanse en zwarte populier in buidelgallen aan de bladstelen.

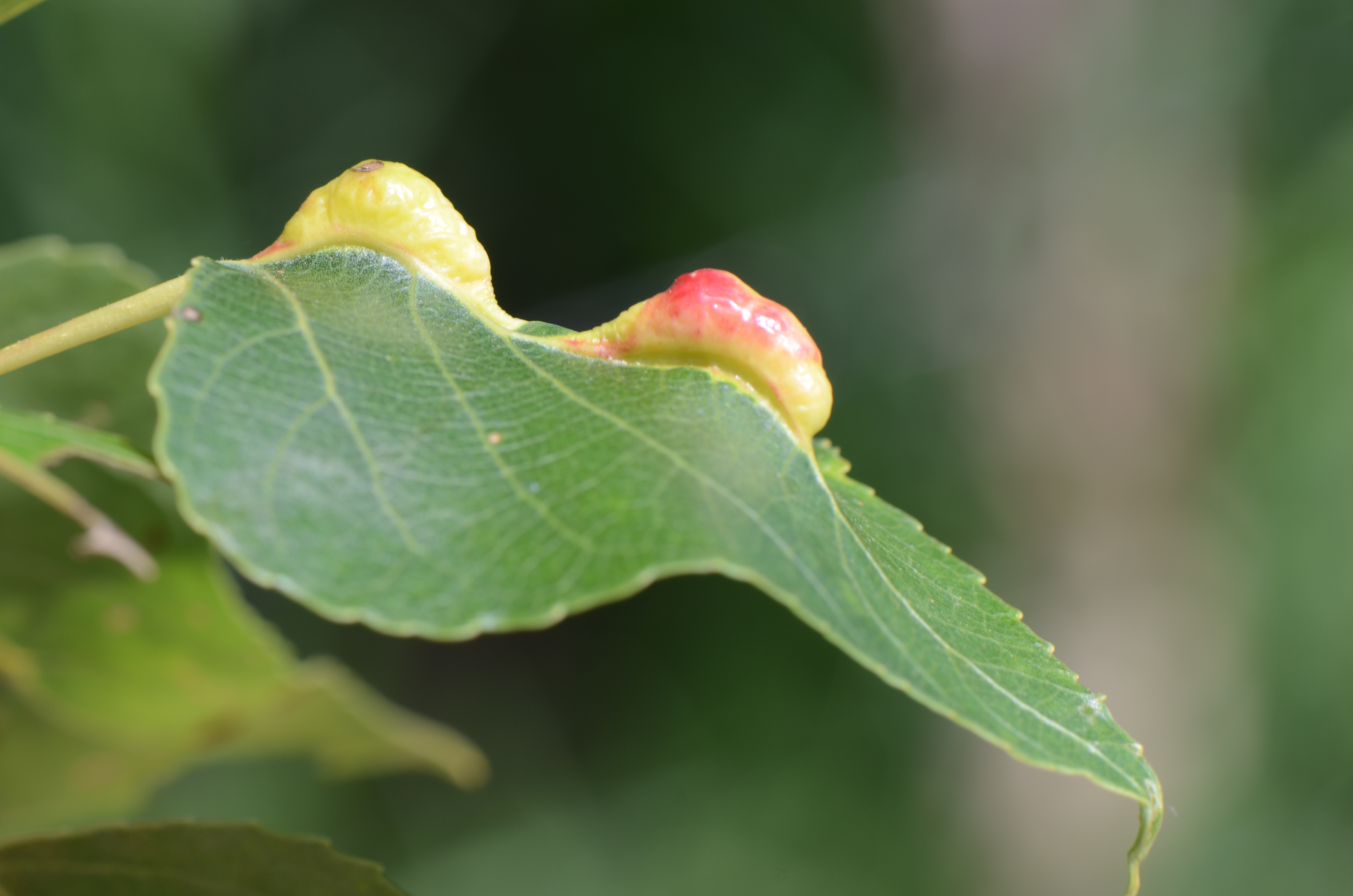
Wollige slawortelluisgal op zwarte populier

De luizen zuigen aan de wortels waardoor groeistagnatie kan optreden.

## Beschrijving
De parthenogenetische, levendbarende bladluizen (de stammoeders), die in het voorjaar uit de overwinterde eieren komen zijn 2,4-3,0 mm lang en het met een beetje was bedekte lichaam heeft een grijsgroene kleur. De kop en poten zijn bruin. De antennen hebben vier geledingen.
De parthenogenetische, levendbarende, gevleugelde vrouwtjes zijn 1,6-2,5 mm lang en hebben antennen met zes geledingen, terwijl de ongevleugelde, geelwitte vrouwtjes 1,5-2,7 mm lang zijn en op de achterzijde van het achterlijf met was bedekte plekjes hebben.
De gevleugelde vrouwtjes baren een generatie seksuele bladluizen, die na paring (seksuele cyclus) de eieren voor de overwintering leggen. Ze zijn oranjebruin en 1,6-2,7 mm lang. Ze hebben wasproducerende klieren op het borststuk en achterlijf en zesdelige antennen. De voorhoofdknobbels (rostrum) ontbreken bij deze luizen. De met was bedekte eieren zijn grijsachtig wit en 0,35 × 0,2 mm groot.

## Levenscyclus
De luizen overwinteren in het ei, die door de bevruchte vrouwtjes tussen de bastspleten van de Italiaanse en zwarte populier worden gelegd. De parthenogenetische, levendbarende bladluizen komen in het voorjaar uit de overwinterde eieren en lopen naar de bladstelen, die zij aansteken en zo aanzetten tot de vorming van een gal. Ze baren na twaalf dagen in de gal een of meer generaties, 100-250, gevleugelde bladluizen. Deze gevleugelde bladluizen vliegen naar planten die tot de composietenfamilie behoren. Het eerst wordt het blad aangetast, waarna de parthenogenetische, levendbarende, gevleugelde luizen met antennen met zes segmenten gebaard worden. Deze luizen gaan gedurende de zomer naar de plantenwortels. In de nazomer worden ook mannetjes geproduceerd en vliegen de gevleugelde, bevruchte, vrouwelijke luizen terug naar de populier, waar zij in de bastspleten de eieren leggen. De luis overwintert in de eischaal.